# 帕諾拉鎮區 (伊利諾伊州伍德福德縣)
帕諾拉鎮區（英語：Panola Township）是位於美國伊利諾伊州伍德福德縣的一個行政鎮區。

## 地方資料
根據2010年美國人口普查的數據，帕諾拉鎮區的面積為94.50平方千米，當中陸地面積為94.40平方千米，而水域面積為0.10平方千米。當地共有人口352人，而人口密度為每平方千米3.72人。